# Клајн Бинцов
Клајн Бинцов (њем. Klein Bünzow) општина је у њемачкој савезној држави Мекленбург-Западна Померанија. Једно је од 89 општинских средишта округа Остфорпомерн. Према процјени из 2010. у општини је живјело 856 становника. Посједује регионалну шифру (AGS) 13059041.

## Географски и демографски подаци
Клајн Бинцов се налази у савезној држави Мекленбург-Западна Померанија у округу Остфорпомерн. Општина се налази на надморској висини од 31 метра. Површина општине износи 34,8 km². У самом мјесту је, према процјени из 2010. године, живјело 856 становника. Просјечна густина становништва износи 25 становника/km².